# Amacurocanastero
De amacurocanastero (Thripophaga amacurensis) is een zangvogel uit de familie Furnariidae (ovenvogels). Het is een bedreigde, endemische vogelsoort in Venezuela. De vogel werd in 2004 al opgemerkt en verzameld maar pas in 2013 geldig beschreven.

## Kenmerken
De vogel is gemiddeld 17 cm lang. Het is een overwegend bruin gekleurde vogel. Van boven warm bruin, vooral op de vleugels en de staart. Van onder is de vogel veel donkerder dan de nauw verwante orinococanastero (T. cherriei), met ook witte streepjes op buik en borst. De vogel heeft geen wenkbrauwstreep.

## Verspreiding en leefgebied
Deze soort is endemisch in Venezuela in het zuidelijk deel van de deelstaat Delta Amacuro in natuurlijke bossen die regelmatig worden overstroomd door een zijrivier in de delta van de Orinoco.

## Status
De amacurocanastero heeft een beperkt verspreidingsgebied en daardoor is de kans op uitsterven aanwezig. De grootte van de populatie is niet gekwantificeerd, maar de populatie-aantallen nemen af door habitatverlies en versnippering van het leefgebied. Vooral in het westelijk deel worden leefgebieden aangetast door ontbossing waarbij natuurlijk bos wordt omgezet in gebied voor agrarisch gebruik. Om deze redenen staat deze soort als kwetsbaar op de Rode Lijst van de IUCN.